# Бульотка (лампа)

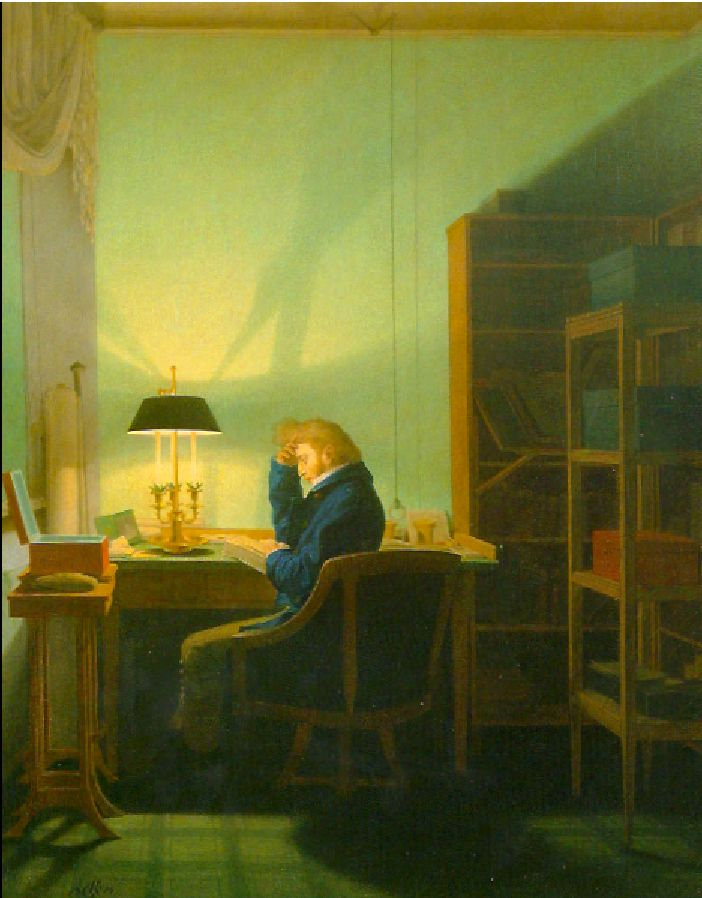
Картина Г. Ф. Керстинга (1814), изображающая человека, читающего при свете лампы-бульотки

Бульо́тка (от карточной игры bouillotte, также буилло́) — вид светильника XVIII–XIX веков, представлявшего собой бронзовый канделябр с коническим абажуром, обычно зелёного цвета, который можно было перемещать вверх и вниз по вертикальному стержню. Использовался для карточных игр: светильник размещался в центре стола, а абажур регулировался таким образом, чтобы стол и карты в руках игроков были освещены, а их лица оставались в тени. Во Франции была популярна одноимённая карточная игра «bouillotte».